# 髙畑祐紀子
髙畑 祐紀子（たかはた ゆきこ、1998年3月18日 - ）は、北海道北広島市出身のバドミントン選手。159cm、右利き。ヨネックス所属。

## 略歴
北広島市立東部中学校、埼玉県立大宮東高等学校の出身。ペルーのリマで開催された2015年世界ジュニア選手権で代表チーム入り。ヨネックスでは櫻本絢子と組み大阪国際で準優勝、スペイン国際トーナメントで初のシニア国際タイトルを獲得した。
2021年11月、髙畑祐紀子は現役引退を発表した。